# بخش کلیولند، شهرستان لو سوئور، مینه سوتا
بخش کلیولند (به انگلیسی: Cleveland Township) یک منطقهٔ مسکونی در ایالات متحده آمریکا است که در شهرستان لو سوئور، مینه‌سوتا واقع شده‌است.
 بخش کلیولند ۹۶٫۲ کیلومتر مربع مساحت و ۶۱۵ نفر جمعیت دارد و ۳۲۰ متر بالاتر از سطح دریا واقع شده‌است.